# HTC Desire 610
HTC Desire 610 – smartfon tajwańskiego producenta HTC Corporation.

## Specyfikacja techniczna
HTC Desire 610 został wyposażony w procesor Qualcomm Snapdragon 400 8926 jest to czterordzeniowy procesor o taktowaniu 1,2 GHz na rdzeń. Urządzenie posiada 1 GB RAM-u oraz 8 GB pamięci wewnętrznej, którą można rozszerzyć poprzez kartę pamięci (do 128 GB).

### Wyświetlacz
Desire 610 posiada ekran o przekątnej 4,7 cala i rozdzielczości 540 × 960 pikseli, co daje zagęszczenie 234 pikseli na jeden cal wyświetlacza.

### Aparat fotograficzny
Aparat znajdujący się w telefonie ma 8 Mpix. Przednia kamera ma rozdzielczość 1,3 Mpx.

### Akumulator
Akumulator litowo-jonowy ma pojemność 2040 mAh.

## Software
Desire 610 jest seryjnie wyposażony w system Android.